# Raúl Scalabrini Ortiz
Raúl Scalabrini Ortiz (Corrientes, 14 de febrero de 1898 - Buenos Aires, 30 de mayo de 1959) fue un pensador, historiador, filósofo, periodista, escritor, ensayista y poeta argentino, agrimensor e ingeniero de profesión. Fue amigo de Arturo Jauretche y Homero Manzi, con quienes formó parte de FORJA (Fuerza de Orientación Radical de la Joven Argentina). Adhirió a la corriente revisionista de la historiografía argentina.

## Biografía
Nació el 14 de febrero de 1898 en la ciudad de Corrientes. Fue hijo del naturalista Pedro Scalabrini, nacido en Italia, quien dirigió el museo de la ciudad de Paraná (provincia de Entre Ríos). Su madre, Ernestina Ortiz, era oriunda de la provincia de Entre Ríos, proveniente de una familia criolla descendiente de los primeros conquistadores españoles. Arribó a Buenos Aires para estudiar Ingeniería en la Facultad de Ciencias Exactas, donde no tardó en acercarse al círculo de intelectuales y escritores que se reunían en torno a la figura de Macedonio Fernández.
Su primera publicación fue una colección de cuentos breves reunidos en el libro La Manga en 1923.
En 1931 publicó El hombre que está solo y espera, con el que obtuvo reconocimiento de los círculos intelectuales y el Premio Municipal. Luego de este reconocimiento, se dedicó de lleno a la investigación socioeconómica e histórica nacional. Toda su obra estará relacionada con estas investigaciones.
También destacó como ingeniero y diseñador ferroviario, habiendo realizado varios prototipos de locomotora de alta velocidad y perfil aerodinámico. Desgraciadamente, esos proyectos no llegaron a contar con el apoyo institucional.

## El radicalismo
Formó parte, junto con otros intelectuales, de la revolución radical yrigoyenista de enero de 1933, dirigida por el teniente coronel Gregorio Pomar. Después de la derrota, Scalabrini fue desterrado a Europa. Desde allá, aclaró aún más su visión sobre el grado de sometimiento de Argentina a Gran Bretaña, al descubrir que los diarios en Italia y Alemania se referían a la Argentina como una colonia del Imperio británico. En Europa comenzó a publicar sus primeros ensayos sobre la cuestión nacional y el imperialismo británico, en el Frankfurter Zeitung, uno de los pocos periódicos democráticos en la Alemania de ese tiempo, y el único que no llegó a estar totalmente controlado por el Gobierno nazi.
En 1934, con 36 años, regresó a la Argentina, y se aproximó a la FORJA (Fuerza de Orientación Radical de la Juventud Argentina), de Arturo Jauretche (32), Gabriel del Mazo (35), el militar Luis Dellepiane (68), Homero Manzi (26), Darío Alessandro y otros, aunque mantuvo su independencia (se afiliará recién en 1940, cuando la agrupación se separó del Partido Radical). Como parte de su acción dentro del movimiento escribirá y publicará numerosos estudios en los Cuadernos de FORJA.
Dio numerosas conferencias sobre temas relacionados con la dependencia argentina y sobre cómo se mueven los hilos del poder económico del país. Su tema principal serán los ferrocarriles ingleses, los que considera claves para el funcionamiento colonial:

[Los rieles del ferrocarril] son una inmensa tela de araña metálica donde está aprisionada la República.
Scalabrini Ortiz

En 1940 publicó dos libros: Política británica en el Río de la Plata e Historia de los ferrocarriles argentinos.

## El peronismo
En 1943, por diferencias con las posturas respecto de la revolución del 4 de junio del GOU (Grupo de Oficiales Unidos) renunció a la FORJA, que había apoyado el levantamiento. Scalabrini Ortiz acompañó el inicio y el ascenso del peronismo en esos tiempos, incluso llegó a presentarle a Juan Domingo Perón varios trabajos sobre la nacionalización del ferrocarril, aunque nunca aceptó cargos del Gobierno y siempre se mantuvo alejado y crítico del partido:

Durante la época de Perón me tuvieron con la boca tapada. Ni un diario me abrió sus columnas. Ni una revista. Ni una tribuna. Sólo alcancé a dar tres conferencias en un centro obrero y Borlenghi lo hizo clausurar.

También declaró acerca de esa época:

Hay muchos actos y no de los menos trascendentales de la política interna y externa del general Perón que no serían aprobados por el tribunal de ideas matrices que animaron a mi generación. [...] En el dinamómetro de la política esas transigencias miden los grados de coacción de todo orden con que actúan las fuerzas extranjeras en el amparo de sus intereses y de sus conveniencias. [...] No debemos olvidar en ningún momento ―cualesquiera sean las diferencias de apreciación― que las opciones que nos ofrece la vida política argentina son limitadas. No se trata de optar entre el general Perón y el arcángel San Miguel. Se trata de optar entre el general Perón y Federico Pinedo. Todo lo que socava a Perón fortifica a Pinedo, en cuanto él simboliza un régimen político y económico de oprobio y un modo de pensar ajeno y opuesto al pensamiento vivo del país.
Raúl Scalabrini Ortiz

Estuvo en contra del derrocamiento de Perón en 1955 y fue un ferviente opositor de la Revolución Libertadora, en la que veía el retorno al poder de las oligarquías que se beneficiaban de la dependencia económica de la Argentina. Desde la revista Qué! criticó las medidas del gobierno que consideraba un retroceso.

## Periodista
En 1924 se vinculó a la revista literaria Martín Fierro, dirigida por Evar Méndez.
En 1939, durante la Segunda Guerra Mundial, fundó el periódico Reconquista, desde el cual apoyó la neutralidad de Argentina durante la conflagración, y planteó las bases para aprovechar la coyuntura con el fin de liberar y construir el país. Debido a dificultades económicas, luego de 41 días, decidió cerrarlo.
Dirigió el diario El Líder, que fue inmediatamente clausurado por la dictadura de Aramburu. Scalabrini publicó un nuevo periódico, El Federalista, que también tuvo una corta vida.

### Carta de Perón a su viuda
Enviada a Mercedes Comaleras, viuda de Scalabrini, desde Ciudad Trujillo, con fecha 5 de julio de 1959:

Mi estimada Señora: 
 A pesar de haber encargado a algunos de mis compañeros que me hicieran espiritualmente presente en el acto de sepelio de su ilustre esposo, deseo hacerle llegar mi homenaje, mi recuerdo y mi más sentido pésame por la desaparición de este gran argentino. 
 Los que hemos luchado por los ideales que inspiraron la vida de Scalabrini Ortiz no podremos olvidarlo, como no lo olvidarán las generaciones de argentinos que escucharon sus enseñanzas y lucharán por hacerlas triunfar en el tiempo y en el espacio. 
 Dios ha de acogerlo en la gloria que su gran espíritu conquistó y nosotros hemos de honrar su memoria y amistad. 
 Le ruego quiera aceptar, con la expresión de mi mayor afecto, mi más afectuoso saludo y consideración. 
 Juan Domingo Perón

## Homenajes
En su honor existe
- la avenida Raúl Scalabrini Ortiz (desde 1974 , cambió de nombre nuevamente en 1976, y volvió a llamarse Raúl Scalabrini Ortiz en 1984), en la ciudad de Buenos Aires;
- la avenida Scalabrini Ortiz (hasta 2019, avenida Julio Argentino Roca), en la ciudad de Villa María (provincia de Córdoba)[12]
- la calle Raúl Scalabrini Ortiz, en la ciudad de Chascomús (provincia de Buenos Aires);
- la calle Raúl Scalabrini Ortiz, en la ciudad de San Juan capital;
- la calle Raúl Scalabrini Ortiz, en la ciudad de Santa Rosa (provincia de La Pampa);
- la estación de subte (monumento histórico nacional), en la ciudad de Buenos Aires;[13]
- el parque Scalabrini Ortiz, de la ciudad de Rosario (provincia de Santa Fe);[14]
- la plaza Scalabrini Ortiz, en la ciudad de Cañada de Gómez (provincia de Santa Fe);
- el Museo Nacional Ferroviario Raúl Scalabrini Ortiz, en la ciudad de Buenos Aires;[15]
- la Universidad Nacional Scalabrini Ortiz, en la ciudad de San Isidro (provincia de Buenos Aires);
- la Escuela n.º 13 Raúl Scalabrini Ortiz, en la ciudad de Buenos Aires;[16]
- la Escuela de Educación Secundaria n.º 4 Raúl Scalabrini Ortiz, en la ciudad de San Miguel (provincia de Buenos Aires);
- la Escuela secundaria de Educación Técnica n.º 2 Raúl Scalabrini Ortiz (ex ENET n.º 1), en la ciudad de Tigre (provincia de Buenos Aires);
- la Escuela de Educación Secundaria Técnica n.º 1 Raúl Scalabrini Ortiz, en Santa Teresita (provincia de Buenos Aires);[17]
- la escuela Raúl Scalabrini Ortiz, en San Miguel de Tucumán.[18]
- el barrio Scalabrini Ortiz, en la ciudad de Salta capital;
- el Instituto Raúl Scalabrini Ortiz, del Sindicato de Empleados de Comercio, en la ciudad de  Buenos Aires;
- el edificio Raúl Scalabrini Ortiz, parte importante de la Universidad Nacional de Lanús (UNLa).
- La biblioteca Raúl Scalabrini Ortiz en Villa Ocampo (Santa Fe)